# 딘타이펑

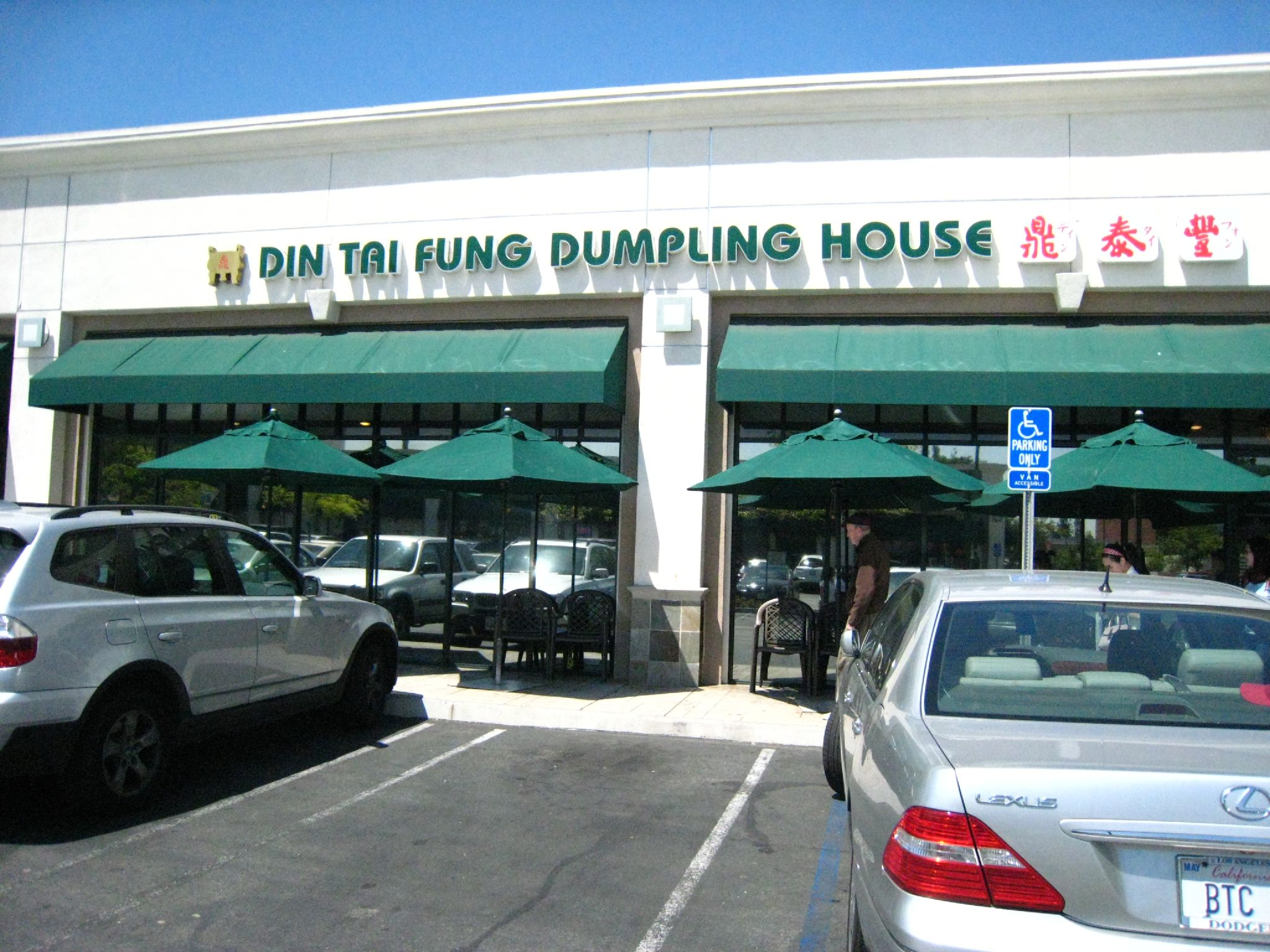
미국 캘리포니아주에 있는 딘타이펑

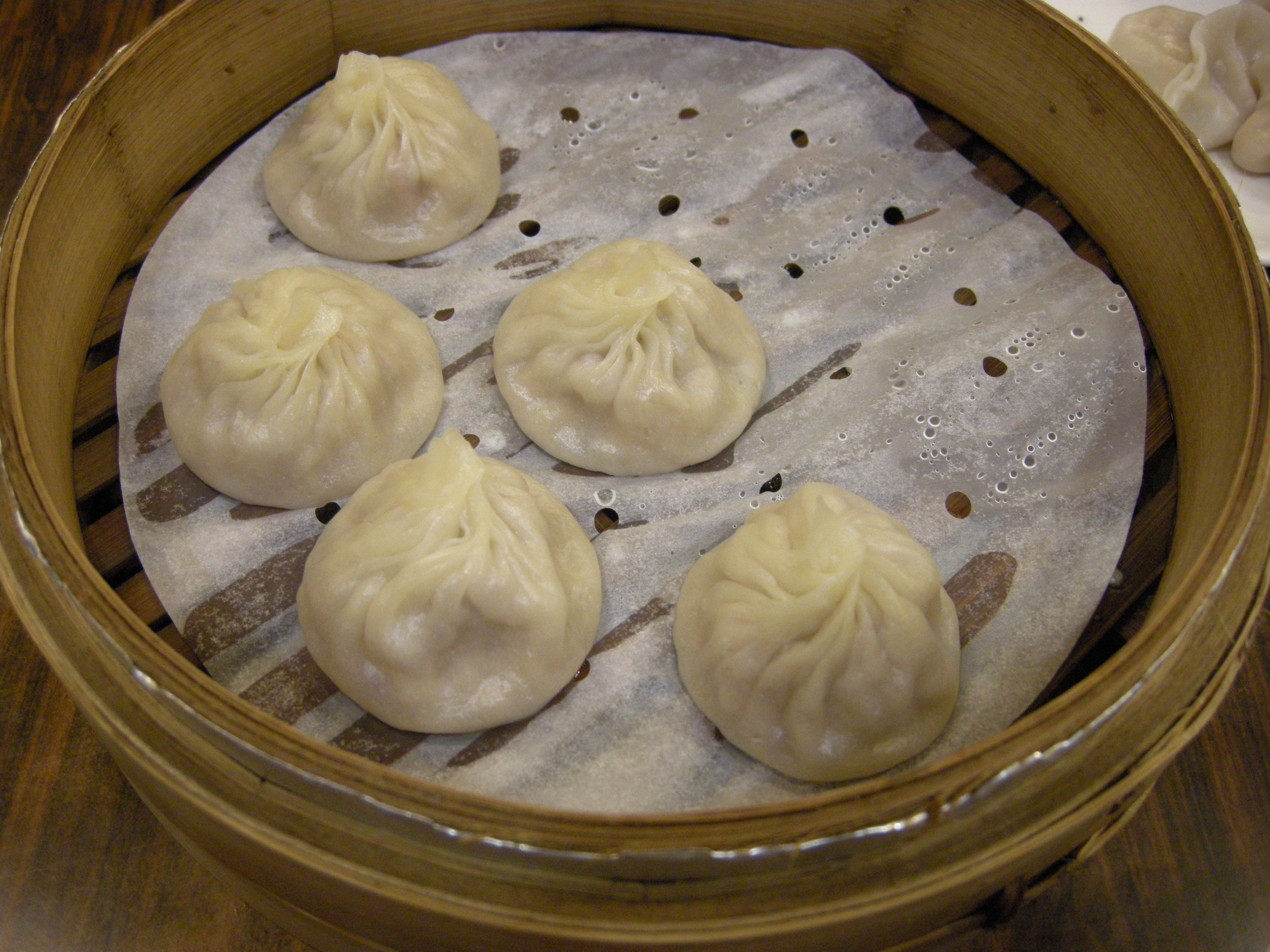
딘타이펑에서 판매중인 소룡포

딘타이펑(중국어 정체자: 鼎泰豐, 병음: Dǐng Tài Fēng 딩타이펑[*])은 대만의 딤섬 전문 레스토랑 체인이다. 현재 중화민국을 포함한 12개국에 매장을 두고 있다.
대한민국에는 2005년 서울특별시 명동에 처음으로 진출하였다. 최초로 진출하게 될 당시에는 지금의 모스버거를 사업하게 되는 미디어윌이 딘타이펑의 한국 법인을 실질적으로 보유하고 있는 셈이다.

## 같이 보기
- 대만의 기업 목록